# Hans Ulrich von Eggenberg

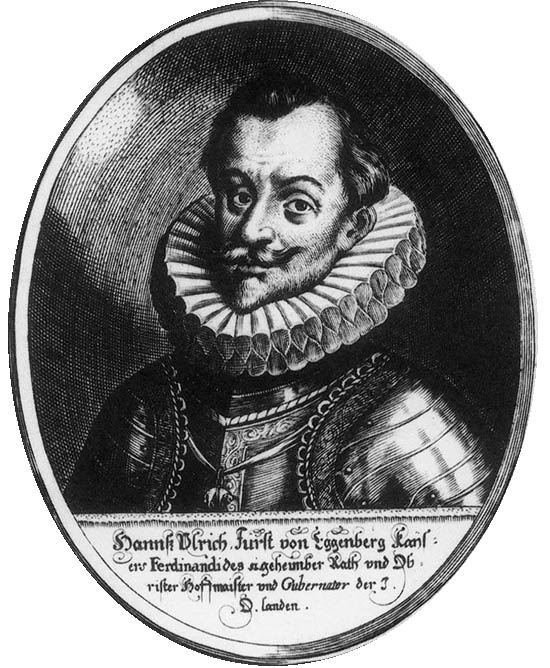
Kopparstick av Hans Ulrichs von Eggenberg, 1600-talet.

Hans Ulrich von Eggenberg, född 1568, död 1634, var en österrikisk politiker. Han var friherre, från 1623 tysk riksfurste och från 1625 hertig av Krumau.
Eggenberg kom av en protestantisk släkt, men övergick snart till katolicismen och användes i diplomatiska uppdrag av kejsarna Rudolf II och Mattias. Han verkade ivrigt för Ferdinand II:s val till kejsare och utövade under hans regering som överse hovmästare och ledare av geheimerådet, att han kan betecknas som dennes första minister. 
Som sådan försökte han göra kejsaren oberoende av både Spanien och ligan och stödde därför Albrecht von Wallenstein under hans både första och andra generalat samt försökte in i det längsta förekomma hans störtande. 
Efter mordet på Wallenstein drog sig Eggenberg tillbaka från hovet, delvis på grund av sjukdom, dels som han kände sitt inflytande över kejsaren försvagad, även om det inte var tal om någon egentlig onåd.